# Subway (Musikclub)

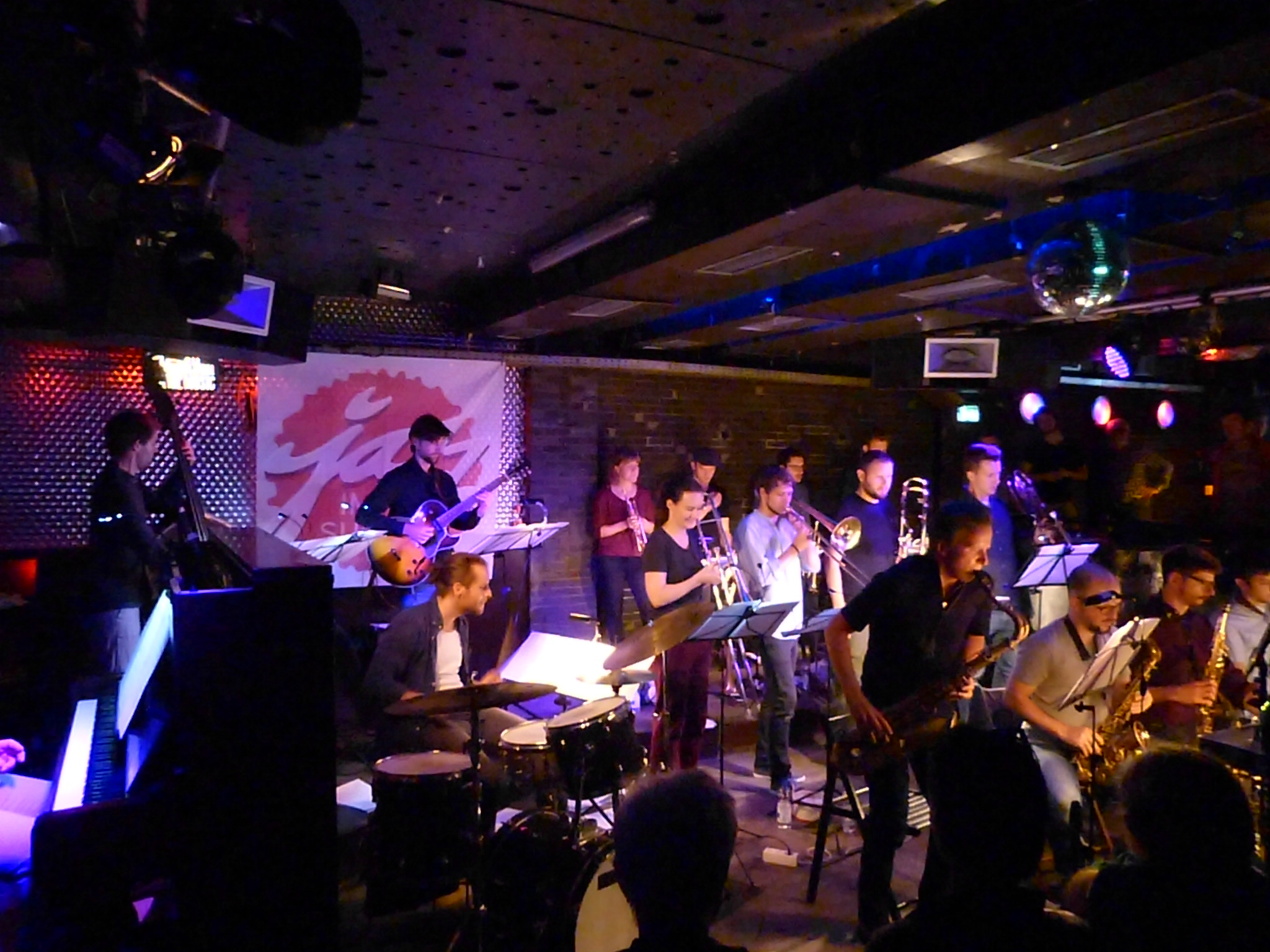
Jazz im Subway 2018

Das Subway ist ein unter einem mehrstöckigen Wohnhaus gelegener Musikclub im Belgischen Viertel von Köln, der auch als Diskothek bekannt ist. Seit 1970 ist er in der Aachener Straße 82–84 situiert.

## Geschichte
Klaus Appelt gründete das Subway, zuvor der Kühlkeller einer Brauerei, als Jazzclub; das erste Konzert mit der Boogie Woogie Company und dem Trio von Peter Trunk fand am 4. Dezember 1970 statt. Dienstags, manchmal auch zweimal in der Woche traten (vorrangig amerikanische) Jazzmusiker auf, querfinanziert durch den Betrieb als Diskothek an den anderen Wochentagen. Das Programm richtete Appelt überwiegend auf amerikanischen Mainstream-Jazz aus; es spielten Musiker wie Dexter Gordon, Horace Silver, Johnny Griffin, Tommy Flanagan oder Art Blakey, aber auch Chet Baker und Max Roach. Stan Getz entsetzte angeblich die Fans, weil er seinen Sound elektronisch bearbeitete.
Das Programm hatte eine hohe Qualität, so dass der Hörfunk Konzerte mitschnitt. Ab 1984 stellte der WDR sogar seine Fernsehkameras in den Club: Unter dem Titel „Jazz im Subway“ entstand in der Regie von Dieter Hens die erste Fernsehserie, in der Live-Mitschnitte aus einem deutschen Jazzclub gesendet wurden. Bedingt durch die Wünsche und Honorare des Fernsehens konnte das Programm vielschichtiger werden. So spielten Archie Shepp, Arnett Cobb, McCoy Tyner, Dizzy Gillespie, Joachim Kühn, Freddie Hubbard, Gary Bartz, Gonzalo Rubalcaba, Tony Williams, Eugen Cicero, Ray Brown oder Abdullah Ibrahim. Im Jahr 2000 initiierte Peter Sommer auch die Rockpalast-Festivalreihe Crossroads, die in den ersten beiden Jahren in dem Kölner Club, der nur über eine Treppe zugänglich war, gedreht wurde.
Im November 2001 endete die Ära Appelt. Der Club schloss und wurde umgebaut; mit der Wiedereröffnung 2002 änderte sich die Programmstruktur. Jazzkonzerte fanden nicht mehr statt. Musik-Acts und DJs aus anderen Genres wie Hip-Hop oder Electro traten nun auf. Von 2002 bis 2017 war die Beatpackers Party mit DJ Cem donnerstags der Treffpunkt für Hip-Hop- und Rap-Fans. Obwohl das Subway ein kleiner Club ist, legen dort freitags und samstags auch internationale Größen wie zum Beispiel DJ Hell oder Hans Nieswandt auf. Erst seit 2008 hat der Jazz das Subway zurückerobert. Mehrere Jahre lang fand dort im Herbst das vom gleichnamigen Musikerkollektiv veranstaltete KLAENG-Festival statt. Seit Sommer 2013 gehört zumeist zweimal im Monat mittwochs dem Subway Jazz Orchestra die Bühne.

## Diskographische Hinweise

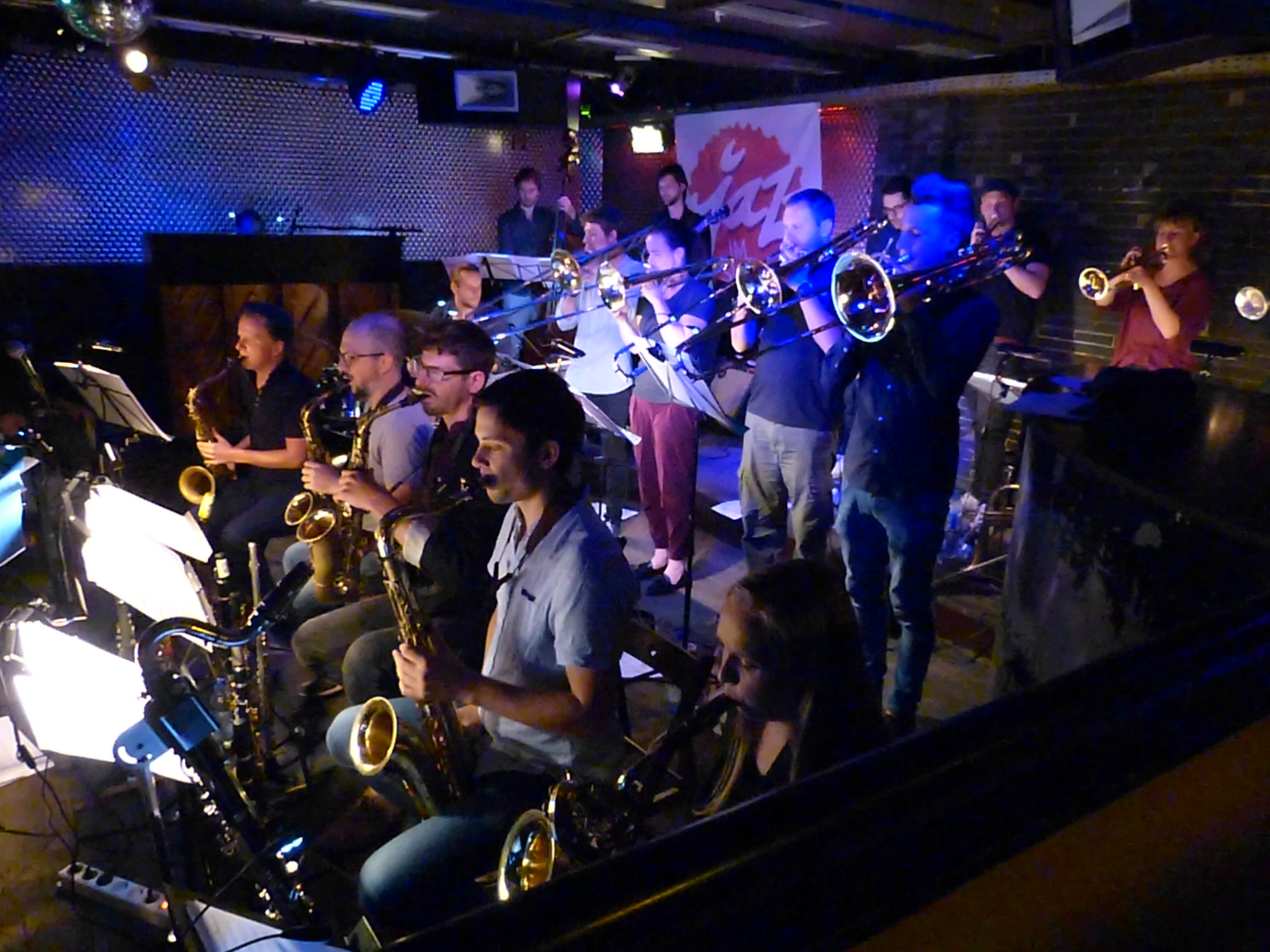
Subway Jazz Orchestra 2018

- The Boogie Woogie Company Live For Dancing (Columbia 1971)
- Chet Baker In Your Own Sweet Way (Circle Records rec. 1980, ed. 1983, mit Nicola Stilo, Dennis Luxion, Riccardo Del Fra)
- Chet Baker Down – Live in the Subway Club (Circle Records rec. 1980, ed. 1988)[5]